# 바람과 모래
바람과 모래(The Ditch)는 벨기에에서 제작된 왕빙 감독의 2010년 드라마 영화이다. 프란시스코 빌라-로보스 등이 제작에 참여하였다.
이 영화는 1960년 겨울 마우쩌둥이 다스리던 시기 고비 사막의 '자볜구'라는 강제노동수용소에 수용된 중국인들의 고통에 초점을 두고 있다. 이 영화는 육체적 소모, 극심한 추위, 굶주림, 사망에 대처해야 했던 사람들의 가혹학 삶을 이야기한다.

## 제작진
- 공동제작: 세바스찬 델로이
- 공동제작: 다이아나 엘바움